# Lichères
Lichères és un municipi francès situat al departament del Charente i a la regió de la Nova Aquitània a cavall del riu Charanta. L'any 2017 tenia 87 habitants.
Un primer esment Licheriis data del 1328, derivat del baix llatí lescheriae, significaria un indret pantanós am opulència de joncs. Un explicació alternativa seria un origen germànic de * liska, en vell francès lesche, que significa el gènere dels càrex, igualment un gènere de plantes a qui li agraden les zones pantanoses. Això correspon al lloc, on el Charanta es devideix en multiples braços amb molts illots i prats humids de ribera.

## Demografia
El 2007 la població era de 87 persones. Hi havia 40 famílies, i 67 habitatges (42 habitatges principal, 20 segones residències i 5 desocupats).

## Economia
El 2007 la població en edat de treballar era de 53 persones, 43 eren actives i 10 eren inactives. El 2000 hi havia quatre explotacions agrícoles.